# Crossocnemis sylvia
Crossocnemis sylvia là một loài bọ cánh cứng trong họ Cerambycidae.